# Кабашев, Максат Рахимжанович
Кабашев Максат Рахимжанович (род. 1 января 1967) — экономист, банкир, крупный предприниматель Республики Казахстан
Женат, воспитывает 4 детей.

## Образование
- 1991 г. — Мытищинский филиал МГТУ им. Н.Э. Баумана (Московский лесотехнический институт) , инженер-технолог
- 2004 г. -    Массачусетский технологический институт (MIT) , Sloan Business School , Магистр делового администрирования, MBA

## Карьера
- 2008 г. — Председатель правления АО «Инвестиционный фонд Казахстана»"
- 2009—2013 гг. — Председатель правления Альянс Банка.
- С 5 марта 2014 г.-1 июля 2015 года — Президент АО «Казахстанская фондовая биржа».
- С июля 2015 г. - Вице-президент АО «НК «КТЖ» (Қазақстан Темір Жолы)[2]
- С апреля 2017 г. - Председатель Правления АО НК "Kazakh Invest"
- С ноября 2017 г. по декабрь 2018 г. - Заместитель Председателя Правления АО «НК «КТЖ» (Қазақстан Темір Жолы)